# Medgyes trolibuszvonal-hálózata
Medgyes trolibuszvonal-hálózata Medgyes városában található Romániában. Üzemeltetője a Meditur SA.

## Járművek
- 3 db Solaris Trollino IV 12 2021 május óta közlekednek.
- 1 db ROCAR E212 Üzemi jármű.
- 3 db Van Hool AG 300T 2016 június óta közlekednek.[1]

## Vonalak
- T1:  Str. 1 Decembrie – Str. A. Vlaicu
- T2:  Str. Blajului – 1 Decembrie
  - Str. Milcov – 1 Decembrie
  - Kaufland – Str. Blajului – 1 Decembrie
- T3:  Str. Milcov – Str. A. Vlaicu[2]